# Élections municipales de 1991 à Saragosse
Les élections municipales de 1991 à Saragosse (en espagnol : elecciones municipales de 1991 en Zaragoza) se tiennent le dimanche 26 mai 1991, afin d'élire les 31 conseillers municipaux de Saragosse pour un mandat de quatre ans.

## Contexte
Le 30 juin 1987, à la suite des élections du 10 juin, le maire socialiste sortant, Antonio González Triviño (es), est réélu maire par le conseil municipal en qualité de tête de la liste arrivée en tête : il recueille les 13 voix de son groupe, soit autant que le candidat régionaliste, Emilio Eiroa, soutenu par les conservateurs. Les centristes font en effet le choix de l'abstention, ce qui prive ce dernier de la majorité absolue.

## Mode de scrutin

### Conditions de candidature
Peuvent présenter des candidatures, : 
- les partis et fédérations de partis inscrits auprès des autorités ;
- les coalitions de partis et/ou fédérations inscrites auprès de la commission électorale au plus tard dix jours après la convocation du scrutin ;
- et les électeurs de la commune, s'ils représentent au moins 5 000 parrainages.

### Répartition des sièges
Le nombre de conseillers municipaux est établi en fonction de la population de la commune. Les communes de plus de 100 001 habitants comptent 25 conseillers et un conseiller supplémentaire pour 100 000 habitants ou fraction, ainsi qu'un conseiller supplémentaire si le total de conseillers municipaux constitue un nombre pair. Saragosse comptant officiellement 592 686 habitants recensés à la fin de l'année 1990, elle dispose de 31 conseillers municipaux.
Seules les listes ayant recueilli au moins 5 % des suffrages valides — qui constitue le total des suffrages exprimés et des bulletins blancs — peuvent participer à la répartition des sièges à pourvoir dans cette même circonscription, qui s'organise en suivant différentes étapes : 
- les listes sont classées en une colonne par ordre décroissant du nombre de suffrages obtenus ;
- les suffrages de chaque liste sont divisés par 1, 2, 3... jusqu'au nombre de députés à élire afin de former un tableau ;
- les mandats sont attribués selon l'ordre décroissant des quotients ainsi obtenus[5],[6],[7].

### Élection du maire
Le maire est élu par le conseil municipal, parmi les conseillers municipaux ayant occupé la première place de leurs listes respectives. Est élu maire celui qui recueille le soutien de la majorité absolue des conseillers. Si aucun candidat n'atteint cette majorité, le conseiller municipal ayant occupé la première place de la liste qui a recueilli le plus grand nombre de suffrages est proclamé maire.

## Campagne

### Principales listes
| Force politique | Force politique                                                                                          | Force politique | Idéologie                                                               | Tête de liste                         | Résultats en 1987       |
| --------------- | --- | --------------- | ----------------------------------------------------------------------- | ------------------------------------- | ----------------------- |
|                 | Parti socialiste ouvrier espagnol (es) Partido Socialista Obrero Español                                 | PSOE            | Centre gauche Social-démocratie, progressisme                           | Antonio González Triviño (es) (Maire) | 38,7 % des voix 13 élus |
|                 | Parti aragonais (es) Partido Aragonés                                                                    | PAR             | Centre à centre droit Conservatisme, régionalisme                       | Ana María Cortés                      | 23,1 % des voix 8 élus  |
|                 | Parti populaire (es) Partido Popular                                                                     | PP              | Centre droit à droite Conservatisme, libéralisme, démocratie chrétienne | Ángel Cristóbal Montes                | 15,5 % des voix 5 élus  |
|                 | Centre démocratique et social Centro Democrático y Social                                                | CDS             | Centre Libéralisme, social-libéralisme, démocratie chrétienne           | Rafael De Miguel                      | 10,7 % des voix 3 élus  |
|                 | Convergence alternative d'Aragon – Gauche unie (es) Convergencia Alternativa de Aragón – Izquierda Unida | CAA-IU          | Gauche Communisme, écologisme, républicanisme                           | Ricardo Berdie                        | 7,2 % des voix 2 élus   |

## Résultats
|                        |                                                         |         |       |      |        |               |  |  |  |  |  |  |  |  |
| Parti                  | Parti                                                   | Voix    | %     | +/-  | Sièges | +/-           |  |  |  |  |  |  |  |  |
|                        | Parti socialiste ouvrier espagnol (PSOE)                | 112 106 | 42,87 | 4,19 | 15     | 2             |  |  |  |  |  |  |  |  |
|                        | Parti populaire (PP)                                    | 56 947  | 21,78 | 6,26 | 7      | 2             |  |  |  |  |  |  |  |  |
|                        | Parti aragonais (PAR)                                   | 47 780  | 18,27 | 4,81 | 6      | 2             |  |  |  |  |  |  |  |  |
|                        | Convergence alternative d'Aragon – Gauche unie (CAA-IU) | 24 594  | 9,40  | 2,21 | 3      | 1             |  |  |  |  |  |  |  |  |
|                        | Centre démocratique et social (CDS)                     | 7 499   | 2,87  | 7,86 | 0      | 3             |  |  |  |  |  |  |  |  |
|                        | Chunta Aragonesista (CHA)                               | 6 082   | 2,33  | 1,57 | 0      | en stagnation |  |  |  |  |  |  |  |  |
|                        | Parti socialiste des travailleurs (es) (PST)            | 1 574   | 0,60  | Nv   | 0      | en stagnation |  |  |  |  |  |  |  |  |
|                        | Autres partis                                           | 1 103   | 0,42  | –    | 0      | –             |  |  |  |  |  |  |  |  |
|                        | Vote blanc                                              | 3 815   | 1,46  | 0,04 |        |               |  |  |  |  |  |  |  |  |
|                        |                                                         |         |       |      |        |               |  |  |  |  |  |  |  |  |
| Suffrages exprimés     | Suffrages exprimés                                      | 261 500 | 99,32 |      |        |               |  |  |  |  |  |  |  |  |
| Votes nuls             | Votes nuls                                              | 1 794   | 0,68  |      |        |               |  |  |  |  |  |  |  |  |
| Total                  | Total                                                   | 263 294 | 100   | –    | 31     | en stagnation |  |  |  |  |  |  |  |  |
| Abstention             | Abstention                                              | 202 919 | 43,52 |      |        |               |  |  |  |  |  |  |  |  |
| Inscrits/Participation | Inscrits/Participation                                  | 466 213 | 56,48 |      |        |               |  |  |  |  |  |  |  |  |

## Suites
Le 15 juin 1991, le maire socialiste sortant, Antonio González Triviño (es), est réélu maire par le conseil municipal en qualité de tête de la liste arrivée en tête : il recueille les 15 voix de son groupe, chaque liste votant pour son chef de file.